# Mark 11

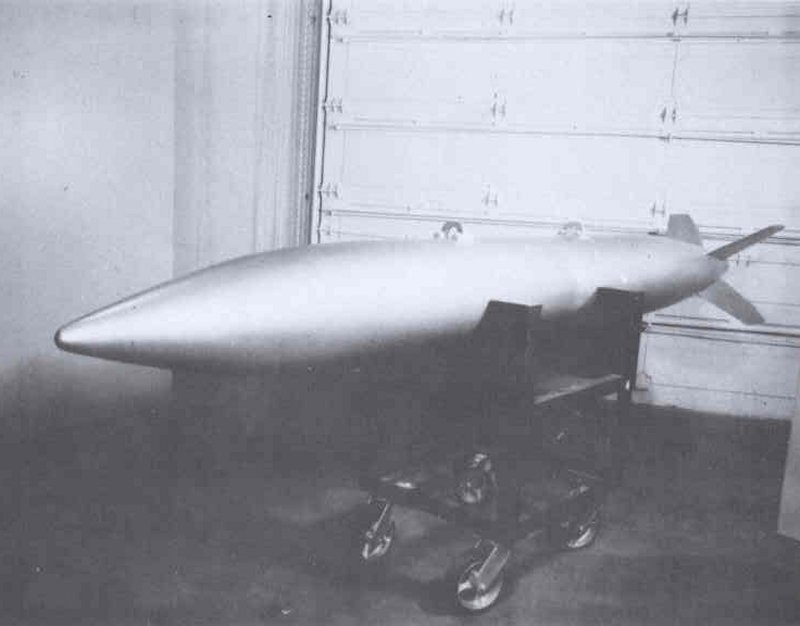
Um Mark 11.

Mark 11 foi uma linha de bombas nucleares de fissão dos Estados Unidos da América, foi projetada tendo como base o projeto Mark 8, herdou o projeto balístico e a capacidade de penetrar na terra(arma de penetração) para destruir túneis com inimigos, seu rendimento era de 25-30 quilotons, e estava em serviço de 1954 - 1960.
Seu comprimento era de 147 centímetros, 14 centímetros de diâmetro e pesava de 3,210 - 3,500 quilos, tinha um nariz muito achatado para penetrar, no total foi feito um pequeno grupo de apenas 40 projeteis.

## Referencias
- Allbombs.html
- nuclearweaponarchive.org